# لوئیز دوس سانتوس لوز
لوئیز لوز (به پرتغالی: Luís dos Santos Luz) مدافع اهل برزیل است که در شهر پورتو الگره و در تاریخ ۲۹ نوامبر ۱۹۰۹ به دنیا آمده‌است.
لوئیز لوز در تیم‌های فوتبال Americano، Peñarol، Grêmio سابقهٔ حضور دارد.